# Edward B. Craft
Edward Beech Craft (* 12. September 1881 in Cortland, Ohio; † 20. August 1929 in Hackensack, New Jersey) war ein US-amerikanischer Ingenieur.
Er arbeitete 1902–1907 im Engineering Department von Western Electric in Chicago, war 1907–1918 Development Engineer in New York, 1918–1922 Assistant Chief Engineer und 1922–1925 Chief Engineer. Ab 1925 war er Executive Vice President der Bell Telephone Laboratories.
Er arbeitete zusammen mit Edwin H. Colpitts, Harold D. Arnold und Frank B. Jewett.
Ab etwa 1920 arbeitete er am Tonfilm. Unter seiner Leitung experimentierte ein Team unter I. B. Crandall an sound-on-film und ein anderes unter J. P. Maxfield an sound-on-disc.
Am 27. Oktober 1926 stellte er der New York Society of Electrical Engineers den Tonfilm The Voice from the Screen mit dem Duo Witt & Berg vor. Im folgenden Jahr kam The Jazz Singer heraus.

## Veröffentlichungen
- The Bell system research laboratories; 1924
- Airways Communication Service, Bell System Technical Journal, v7: i4 October 1928